# (4483) Petöfi
(4483) Petöfi ist ein Hauptgürtelasteroid, der am 9. September 1986 von der Astronomin Ljudmila Georgijewna Karatschkina vom Krim-Observatorium aus entdeckt wurde.
Der Asteroid wurde nach dem ungarischen Dichter Sándor Petőfi (1823–1849) benannt.